# Sovjetski svemirski program
Sovjetski svemirski program je skup raketnih i svemirskih istraživanja u SSSR-u od 1930. do raspada SSSR-a 1991.
Tijekom šezdeset godina, to je prvenstveno bio vojni program, u sklopu kojeg su nastala pionirska ostvarenja u svemirskom istraživanju. Među tim ostvarenjima su: prvi interkontinentalni balistički projektil (1957.), prvi satelit (Sputnjik 1), let prve životinje u svemiru (pas Lajka na Sputnjiku 2), let prvih ljudi u svemiru i Zemljinoj orbiti (astronaut Jurij Gagarin na Vostoku 1), let prve žene u svemiru i Zemljinoj orbiti (astronautkinja Valentina Terješkova na Vostoku 6), prvi hod u svemiru (astronaut Aleksej Leonov na Voshodu 2), prvo istraživanje utjecaja Mjeseca (Luna 2), prva slika suprotne strane Mjeseca (Luna 3), bespilotno lunarno meko slijetanje (Luna 9), prvi svemirski rover (astromobil), prva svemirska postaja i prva međuplanetarna sonda.
Raketni i svemirski program SSSR-a, u početku su pomogli zarobljeni znanstvenici iz naprednog njemačkog raketnog programa. Nakon 1955., svemirski program SSSR-a bazirao se na sovjetskim inženjerima i znanstvenicima na temelju jedinstvenog sovjetskog teorijskoga razvoja, kojeg je utemeljio Konstantin Ciolkovski, poznat kao otac teorijske astronautike. Sergej Koroljov bio je šef skupine inženjera; njegov službeni naziv je bio "glavni dizajner" (standardni naziv za slične pozicije u SSSR-u). Za razliku od svog američkog konkurenta u svemirskoj utrci, koji je imao NASU kao jedinu koordinacijsku agenciju, SSSR je imao više agencija, kojima su upravljali Sergej Koroljov, Mihail Jangel, Valentin Gluško i Volodimir Čelomej.
Sovjetski svemirski program imao je tajni status, pa su ishodi misija objavljeni samo ako se radilo o uspjehu, a kvarovi i neuspjesi obično su se čuvali kao tajna. Napokon su mnoge činjenice objavljene, kao rezultat politike glasnosti Mihaila Gorbačova u 1980-im, Tako su objavljene pogibije Sergeja Koroljova i Vladimira Komarova (u padu Sojuza 1) te Jurija Gagarina na rutinskoj misiji lovca te katastrofalna iskustva s ogromnim N-1 raketama namijenjenima za napajanje, koje su eksplodirale nedugo nakon lansiranja na svakom od četiri bespilotna testa.
Sovjetski svemirski program raspušten je s padom Sovjetskog Saveza. Rusija i Ukrajina postale su njegove neposredne nasljednice. Rusija je utemeljila zrakoplovnu i svemirsku agenciju, sada poznatu kao Ruska svemirska agencija (Roskosmos), a Ukrajina je utemeljila Ukrajinsku nacionalnu svemirsku agenciju (NSAU).

## Galerija
- Poštanska marka s Vladimirom Komarovim
- Bivši sovjetski svemirski paviljon